# Isle
Die Isle ist ein Fluss im Südwesten Frankreichs, in der Region Nouvelle-Aquitaine. Sie entspringt im nordwestlichen Gemeindegebiet von Janailhac, in den Monts du Limousin, entwässert in südwestlicher Richtung und mündet nach rund 255 Kilometern an der Gemeindegrenze von Libourne und Fronsac als rechter Nebenfluss in die Dordogne. Auf ihrem Weg durchquert die Isle die Départements Haute-Vienne, Dordogne und Gironde. Das mittlere Gefälle beträgt 1,56 m/km.

## Orte am Fluss
- Jumilhac-le-Grand
- Corgnac-sur-l’Isle
- Savignac-les-Églises
- Périgueux
- Saint-Astier
- Saint-Front-de-Pradoux
- Mussidan
- Montpon-Ménestérol
- Saint-Médard-de-Guizières
- Coutras
- Guîtres
- Saint-Denis-de-Pile
- Libourne

## Nebenflüsse
| Linke Nebenflüsse: - Loue - Auvézère - Manoire - Cerf - Vern - Crempse - Beauronne (Les Lèches) - Palais - Lavie - Barbanne | Rechte Nebenflüsse: - Valouse - Beauronne (Chancelade) - Salembre - Beauronne (Saint-Vincent) - Farganaud - Duche - Dronne - Lary - Saye |

## Schifffahrt
Bis zur Mitte des 19. Jahrhunderts diente die Isle noch als Handelsweg für Getreide und Wein. Sie war damals auf einer Länge von 144 Kilometern kanalisiert und konnte von der Mündung bis Périgueux mit Schiffen befahren werden. Die Bauten und Einrichtungen sind jedoch seit vielen Jahren außer Betrieb, so dass heute nur noch 31 Kilometer im von den Gezeiten abhängigen Teil des Flusses, von Libourne bis zur Schleuse Laubardemont, knapp unterhalb von Coutras, schiffbar sind.